# Aya Shimokozuru
Aya Shimokozuru (jap. 下小鶴 綾, Shimokozuru Aya; * 7. Juni 1982 in Nagaokakyō) ist eine ehemalige japanische Fußballspielerin.

## Karriere

### Verein
Sie begann ihre Karriere bei Speranza FC Takatsuki, wo sie von 1999 bis 2004 spielte. 2005 folgte dann der Wechsel zu Tasaki Perule FC. 2009 kehrte er nach Speranza FC Takatsuki zurück. Danach spielte er bei TEPCO Mareeze (2010–2011) und Mynavi Vegalta Sendai Ladies (2012–2013). 2013 beendete sie Spielerkarriere.

### Nationalmannschaft
Im Jahr 2004 debütierte Shimokozuru für die japanischen Nationalmannschaft. Sie wurde in den Kader der Olympischen Sommerspiele 2004 berufen. Insgesamt bestritt sie 28 Länderspiele für Japan.

## Errungene Titel
- Nihon Joshi Soccer League Best XI: 2005, 2006